# Пецица пузырчатая
Пеци́ца пузы́рчатая (лат. Peziza vesiculosa) — вид грибов, входящий в род Пецица (Peziza) семейства Пецицевые (Pezizaceae).

## Описание
Чашевидный дискомицет. Плодовое тело 2—7 см в диаметре и 1—5 см в высоту, часто неправильное, сначала почти шаровидное с небольшим отверстием в верхней части, затем разрастающееся и раскрывающееся до чашевидного. Внутренняя спороносная поверхность (гименофор) бледно-буроватая до жёлто-коричневой, гладкая, у взрослых грибов в центре с характерными «пузырьками». Внешняя стерильная поверхность бледно-охристая, восковатая на ощупь, покрытая мелкими «хлопьями». Иногда имеется небольшая ложная ножка.
Мякоть буроватая, сравнительно толстая, крепкая, восковидной консистенции, при сильном намокании просвечивающаяся.
Споры белые в массе, 18—24×10—14 мкм, эллиптической формы, без капель-гуттул, с гладкой поверхностью. Аски восьмиспоровые, 320—370×17—24 мкм, цилиндрические, с амилоидными концами. Парафизы с перемычками, с утолщениями на концах.
Пищевого значения гриб не имеет из-за небольших размеров и тонкой мякоти. Указывается как съедобный гриб, но произрастающий на непривлекательном субстрате и собираемый очень редко, в других источниках значится  числе несъедобных, «возможно, ядовитых» видов.

### Сходные виды
- Peziza succosa Berk., 1841 внешне похожа на пецицу пузырчатую, однако произрастает на дерновой почве, менее мясиста, на изломе выделяет сок, окрашивающийся в жёлтый цвет.

## Экология и ареал
Широко распространена в Европе и Северной Америке. Произрастает небольшими группами на навозе и почве с примесью навоза, летом и осенью.

## Синонимы
- Aleuria vesiculosa (Bull.) Gillet, 1881
- Galactinia vesiculosa (Bull.) Le Gal, 1953
- Pustularia vesiculosa (Bull.) Fuckel, 1870
- Scodellina vesiculosa (Bull.) Gray, 1821